# Михайло Юрчакевич
Михайло Юрчакевич (нар. 29 жовтня 1869 - пом. 6 вересня 1952 ) — греко-католицький священик, голова Найвищої Ради Лемківської Русі . Учасник і представник лемківської делегації на мирній конференції в Парижі 1919 р. (у супроводі Олександра Ціханського та Ярослава Качмарчика ).
Він був висвячений у 1894 році . У 1894-1896 роках був керівником парафії в Кривемі, потім у 1896-1898 роках керівником парафії в Ростайні . У 1898-1923 рр. він був парохом у Чарні, а з 1923 до принаймні 1939 р. був парохом у Вітліні .
Похований на Центральному кладовищі в Щецині .